# Pantelis Karasevdas
Pantelis Karasevdas (Nieuw-Grieks (Παντελής Καρασεβδάς) (Astakos, 1877 - Agrinion, 14 maart 1946) was een Grieks schutter.

## Carrière
Karasevdas won tijdens de Olympische Zomerspelen van 1896 in eigen land de gouden medaille op de militair geweer 200 meter.

### Olympische Zomerspelen
| Jaar | Plaats | Resultaten                                   |
| ---- | ------ | -------------------------------------------- |
| 1896 | Athene | Militair geweer 200 m · 5e Vrij geweer 300 m |